# El tiro de gracia (novela)
El tiro de gracia (Le Coup de Grâce) es una novela corta de Marguerite Yourcenar escrita en Sorrento en 1938 y publicada en 1939.
En español existe una edición de la Compañía General Fabril Editora, en traducción de Hernán Mario Cueva, de 1960, y en traducción de Emma Calatayud la de Alfaguara, 1991 (Debolsillo, 2007).

## Resumen
Erich von Lhomond, un oficial prusiano herido durante la Guerra Civil Española donde luchó del lado de Franco, rememora recuerdos que se remontan a 1919, durante la Guerra civil rusa.
Más adelante es destinado con los Freikcorps del Ejército Blanco a Kratovice (probablemente inspirado por Marienbourg), en Courland, cerca del Báltico, al castillo medio en ruinas de su amigo cercano Conrad de Reval y su hermana menor Sophie. El castillo está rodeado por los bolcheviques, la muerte acecha. Sophie, una joven ardiente y valiente, se enamora de Erich, un personaje frío, incluso cínico, indiferente a los placeres de la vida, pero que se siente perturbado por el amor de la joven aunque parece más apegado a Conrad.
Cansada de ser rechazada, la joven intenta distraerse con amores pasajeros. Conquistada después de mucho tiempo por el partido contrario, finalmente abanda el castillo familiar para encontrarse con su camarada Grigori Loew, un modesto estudiante judío militante comunista.
Unos meses más tarde, Erich y sus hombres deben abandonar Kratovice. Muchos mueren, incluido Conrad. Se encuentran con un destacamento de "Rojos», entre los que se haya Sophie, y los hacen prisioneros. Los ejecutan al amanecer y Sophie pide que sea Erich quien la mate.

## En torno a la novela
La aristocracia germano-báltica, el homoerotismo, la ruina de una época y el ascenso del bolchevismo en un clima de guerra civil, todo esto sirve de inspiración a Marguerite Yourcenar para las historias de Conrad y Juana de Vietinghoff, mientras escribía durante el verano de 1938 en una Italia belicosa, con la guerra civil española aún en marcha y los peligros en Europa volviéndose cada vez más claros. Italia le recuerda la época en la que estaba enamorada de André Fraigneau, amor no correspondido, lo que sin duda le permitió proyectarse en el personaje de Sophie y también en la resignación de Erich.

## Adaptación cinematográfica
La novela fue adaptada al cine en 1976 por Volker Schlöndorff, bajo el título Tiro de gracia (Der Fangschuß).